# Ein Qiniyye
Ein Qiniyye hoặc 'Ayn Qunya (tiếng Ả Rập: عين قنية; tiếng Hebrew: עֵין קֻנִיֶּה) là một ngôi làng Druze  ở chân đồi phía nam của Israel, Núi Hermon, cao 750 mét so với mực nước biển. Nó đã được cấp tình trạng hội đồng địa phương vào năm 1982. Cư dân của nó chủ yếu là công dân Syria có tư cách thường trú tại Israel (để biết thêm về tình trạng và vị trí của cộng đồng Golan Heights Druze xem tại đây). Năm 2017 nó có dân số 2.033 người.
עֵ
Đây là một trong bốn cộng đồng Druze-Syria còn lại ở phía Israel chiếm đóng Núi Hermon và Cao nguyên Golan, cùng với Majdal Shams, Mas'ade và Buq'ata. Về mặt địa lý, một sự khác biệt được tạo ra giữa Cao nguyên Golan và Núi Hermon, ranh giới được đánh dấu bởi Suối Sa'ar; tuy nhiên, về mặt hành chính thường là chúng được gộp lại với nhau. Ein Qiniyye và Majdal Shams ở phía Hermon của ranh giới, do đó ngồi trên đá vôi, trong khi Buq'ata và Mas'ade ở phía Golan, đặc trưng bởi đá núi lửa đen (đá bazan).
Kể từ khi thông qua Luật Golan Heights năm 1981, Ein Qiniyye theo luật dân sự của Israel và được đưa vào hệ thống các hội đồng địa phương của Israel. Một số thanh niên trong làng từng học tại các trường đại học Syria, nhưng vào cuối năm 2012, một giáo sĩ Druze đã khuyên họ không nên nộp đơn cho đến khi Nội chiến Syria kết thúc. Để biết thêm về tình trạng và vị trí của cộng đồng Golan Heights Druze xem tại đây.